# Baptist Hempfling
Baptist Hempfling (* 14. Januar 1918 in Kronach; † 15. Juni 2017 ebenda) war ein deutscher Kommunal- und Landespolitiker (CSU).

## Werdegang
Hempfling besuchte die Volksschule und die Fortbildungsschule in Kronach und absolvierte danach eine Lehre zum Schriftsetzer. Von 1939 bis 1945 nahm er als Mitglied des Jagdgeschwaders 104 am Zweiten Weltkrieg teil. Er geriet in amerikanische Kriegsgefangenschaft und wurde in ein Bergwerk in Frankreich verbracht, von wo er am 16. November 1946 fliehen konnte. Nach seiner Rückkehr nach Kronach war er als Schriftsetzer tätig. Ab April 1949 war er Geschäftsführer der Tageszeitung Kronacher Volksblatt.
1946 trat Hempfling in die CSU ein. Er wurde im Oktober 1947 zum Ortsvorsitzenden der CSU in Kronach, im Februar 1952 zum Kreisvorsitzenden für den Frankenwald gewählt. 1948 übernahm er ein Mandat im Kreistag Kronach und war dort besonders in sozialpolitischen Ausschüssen tätig. Im April 1952 zog er in den Stadtrat von Kronach ein und wurde 2. Bürgermeister. Von November 1954 bis November 1970 war er zudem Abgeordneter im Bayerischen Landtag.
Von 1970 bis 1984 war er Erster Bürgermeister von Kronach. In seine Amtszeit fiel die Gebietsreform, in deren Zuge zwölf Gemeinden nach Kronach eingemeindet wurden. Das Rathaus, das Hallen- und Freibad und die Europabrücke wurden neu errichtet. 1983 eröffnete auf der Festung Rosenberg die Fränkische Galerie.

## Ehrungen
- 1978: Verdienstkreuz 1. Klasse der Bundesrepublik Deutschland[2]
- Ehrenbürger von Kronach
- 1964: Bayerischer Verdienstorden